# Davide Boscaro
Davide Boscaro, né le 13 juillet 2000 à Padoue, est un coureur cycliste italien, membre de l'équipe Colpack-Ballan. Il participe à des compétitions sur piste et sur route.

## Biographie
Davide Boscaro passe son enfance à Villatora, à une dizaine de kilomètres de Padoue, avec ses parents et son jeune frère. Pour ses huit ans, son père lui achète un nouveau vélo. À partir de ce moment, il se passionne pour le cyclisme. Il s'entraine particulièrement au Vélodrome Giovanni Monti à Padoue,. 
En 2018, battu en finale par la Pologne, il remporte la médaille d'argent de la poursuite par équipes aux championnats d'Europe juniors (moins de 19 ans), avec Samuele Manfredi, Alessio Bonelli et Tommaso Nencini. La même année, il est également champion d'Italie d'omnium chez les juniors.
Boscaro se spécialise dans le quatuor de la poursuite par équipes, où il obtient ses meilleurs résultats. En 2020 et 2021, il est médaillé d'argent, puis médaillé de bronze sur la poursuite par équipes aux championnats d'Europe espoirs (moins de 23 ans). Au cours de ces deux années, il fait également ses débuts en équipe nationale élites. Il est deuxième de la poursuite par équipes lors de la manche de Coupe du monde à Milton  et de la Coupe des nations à Saint-Pétersbourg (également deuxième place). En 2021, il devient champion d'Italie du keirin.

## Palmarès sur piste

### Coupe du monde
- 2019-2020
  - 2e de la poursuite par équipes à Milton

### Coupe des nations
- 2021
  - 2e de la poursuite par équipes à Saint-Pétersbourg

- 2022
  - 2e de la poursuite par équipes à Milton
- 2023
  - 2e de la poursuite par équipes à Milton
- 2024
  - 3e de la poursuite par équipes à Adélaïde

### Championnats d'Europe
| Édition / Épreuve                 | Poursuite par équipes            | Elimination | Kilomètre |
| Aigle 2018 (juniors)              | Argent                           |             |           |
| Fiorenzuola d'Arda 2020 (espoirs) | Argent                           |             |           |
| Apeldoorn 2021 (espoirs)          | Bronze                           |             |           |
| Anadia 2022 (espoirs)             | Or (avec Pinazzi, Moro et Galli) | Or          |           |
| Munich 2022                       |                                  |             | 9e        |
| Apeldoorn 2024                    | Bronze                           |             |           |

### Championnats d'Italie
- 2018
  -  Champion d'Italie de l'omnium juniors
  -  Champion d'Italie du kilomètre juniors[3]
- 2019
  - 3e du championnat d'Italie de vitesse
- 2021
  -  Champion d'Italie du keirin
- 2022
  -  Champion d'Italie du kilomètre
  - 2e de la poursuite par équipes
  - 2e de la vitesse par équipes
  - 3e de l'omnium
- 2023
  -  Champion d'Italie de vitesse par équipes
  -  Champion d'Italie de poursuite par équipes
  - 3e du kilomètre
  - 3e du scratch

## Palmarès sur route

### Par années
- 2018
  - 2e étape du Tre Ciclistica Bresciana
- 2019
  - 3e de la Coppa Ardigò
- 2021
  - Trofeo Sportivi di Pieve al Toppo
  - Gran Premio Sportivi Sestesi
  - Pistoia-Fiorano
  - 3e de Vicence-Bionde
- 2023
  - 5e étape de la Vuelta a Formosa Internacional
  - Targa Libero Ferrario
  - 3e du Trophée Antonietto Rancilio
  - 3e du Circuit de Cesa
  - 3e de la Coppa d'Inverno
- 2025
  - Coppa Ardigò
  - 2e du Trofeo Cleto Maule
  - 3e du Gran Premio della Battaglia

### Classements mondiaux
| Année                                 | 2021  | 2022 | 2023  | 2024  |
| ------------------------------------- | ----- | ---- | ----- | ----- |
| Classement mondial                    | 2123e | nc   | 2187e | 2779e |
| UCI Europe Tour                       | 1441e | nc   | nc    | nc    |
|                                       |       |      |       |       |
| Légende : nc = non classéSource : UCI |       |      |       |       |